# 경기도안성교육지원청
경기도안성교육지원청(京畿道安城敎育支援廳, Anseong Office of Education)은 경기도 안성시를 관할하는 경기도교육청 산하의 교육지원청이다.
교육장은 장학관으로 보한다.

## 산하기관

### 초등학교
| - 개산초등학교 - 개정초등학교 - 고삼초등학교 - 공도초등학교 - 광덕초등학교 - 광선초등학교 - 조령분교 - 금광초등학교 - 내혜홀초등학교 - 대덕초등학교 | - 동신초등학교 - 마전초등학교 - 만정초등학교 - 명덕초등학교 - 문기초등학교 - 미곡초등학교 - 미양초등학교 - 방초초등학교 - 백성초등학교 - 보개초등학교 - 가율분교 | - 보체초등학교 - 비룡초등학교 - 산평초등학교 - 삼죽초등학교 - 서삼초등학교 - 서운초등학교 - 안성초등학교 - 양성초등학교 - 양진초등학교 - 용머리초등학교 | - 원곡초등학교 - 성은분교 - 일죽초등학교 - 죽산초등학교 - 죽화초등학교 - 현매초등학교 - 어울초등학교 |

### 중학교
| - 공도중학교 - 만정중학교 - 명륜여자중학교 - 비룡중학교 | - 서운중학교 - 안성여자중학교 - 안성중학교 | - 안청중학교 - 양성중학교 - 양진중학교 | - 일죽중학교 - 죽산중학교 - 한겨레중학교 |

## 같이 보기
- 대한민국 교육부